# Vérteskethely
Vérteskethely é um município da Hungria, situado no condado de Komárom-Esztergom. Tem 17,46 km² de área e sua população em 2015 foi estimada em 551 habitantes.